# Thomas Lambrit
Thomas Lambrit detto Gemini (1510 – 1562) è stato uno scienziato e incisore olandese.

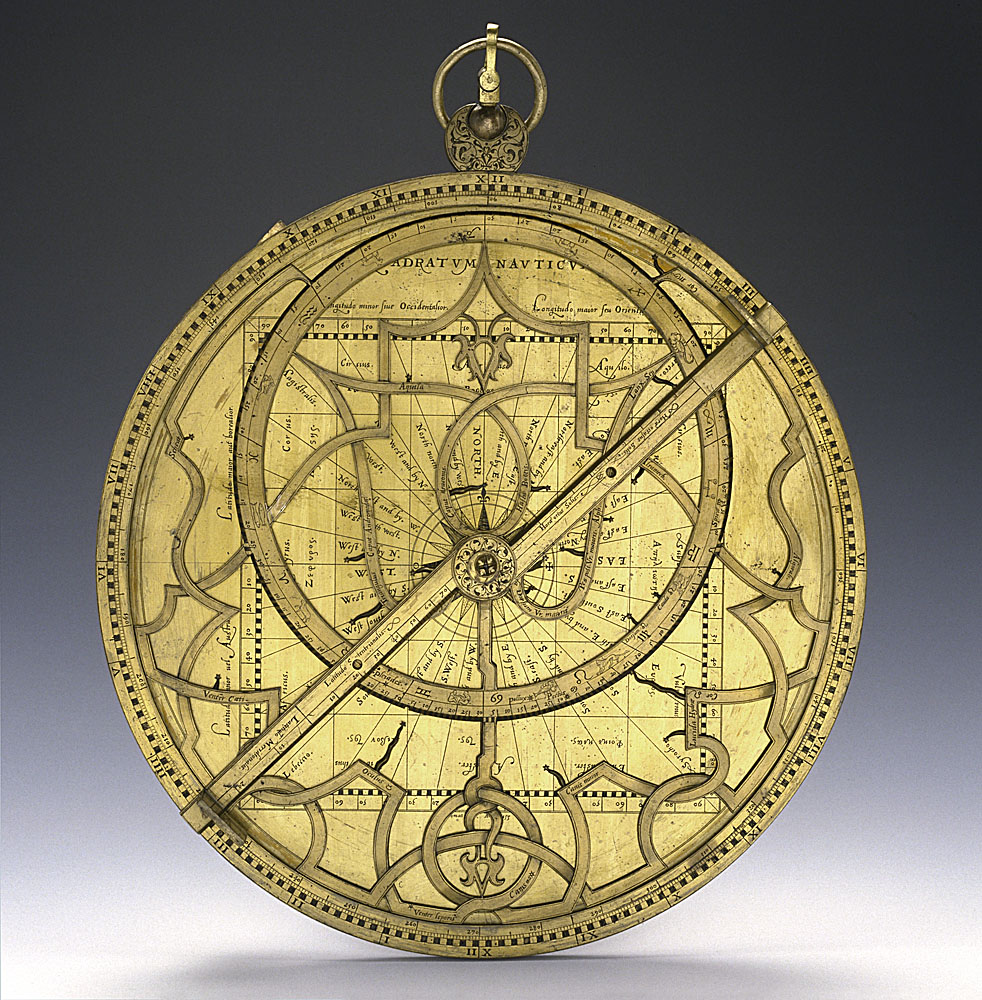
Astrolabio di Thomas Lambrit al Museo Galileo, Firenze.

Originario dei Paesi Bassi, si stabilì a Londra, dove raggiunse presto la fama di abile e raffinato incisore. Grazie all'appoggio di Enrico VIII, intraprese anche l'attività di costruttore di strumenti matematici. Intorno al 1544, anche Humphrey Cole (c. 1530-1591) lavorò con Gemini, il quale aveva probabilmente legami con i costruttori di Lovanio e di Anversa, come Gerardo Mercatore (1512-1594) e Gualterus Arsenius (? - c. 1580).